# Courtefontaine (Doubs)
Courtefontaine is een gemeente in het Franse departement Doubs (regio Bourgogne-Franche-Comté) en telt 215 inwoners (1999). De plaats maakt deel uit van het arrondissement Montbéliard.

## Geografie
De oppervlakte van Courtefontaine bedraagt 7,7 km², de bevolkingsdichtheid is 27,9 inwoners per km².

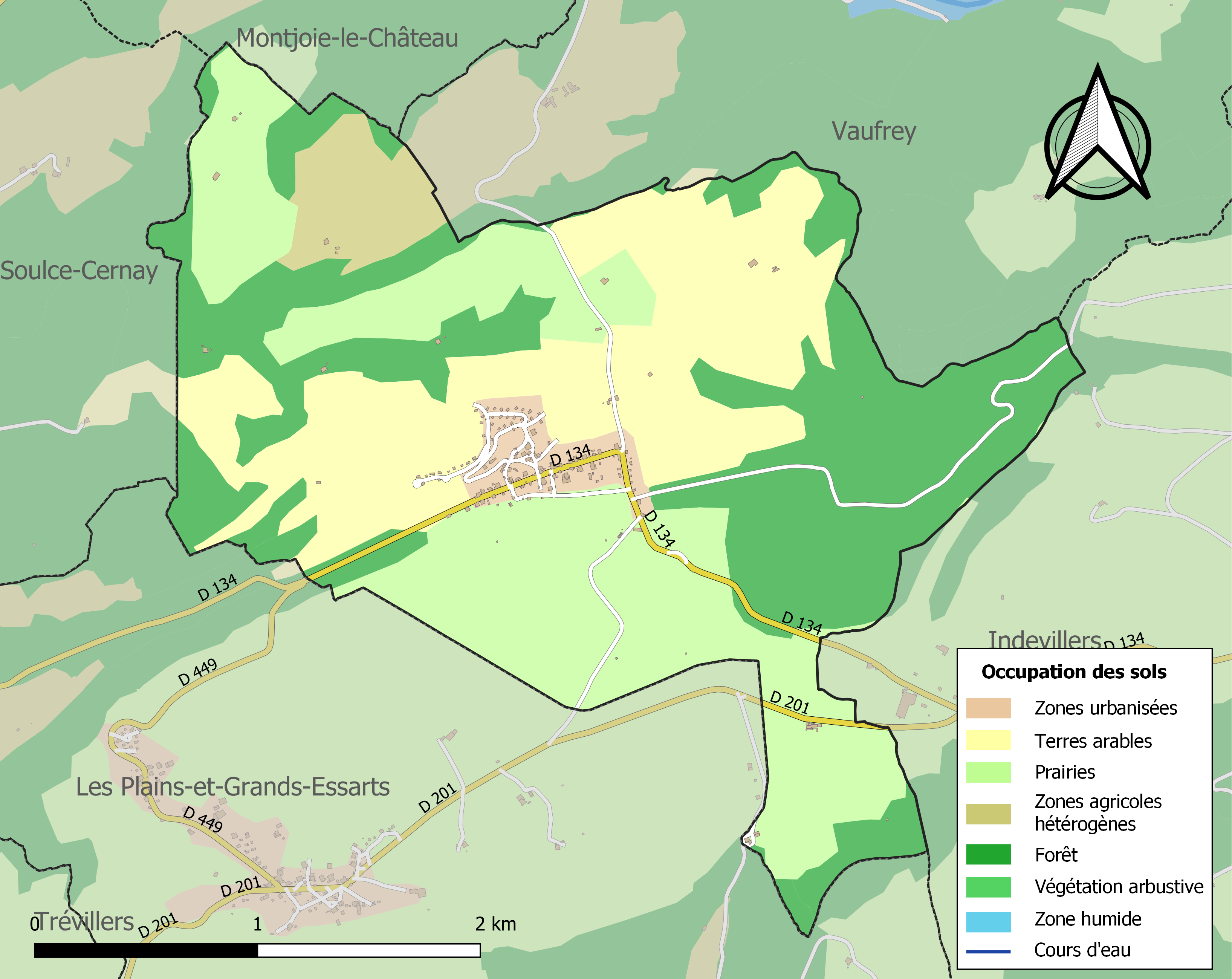
Kaart van de gemeente met de belangrijkste infrastructuur, bodemgebruik en omliggende gemeenten

## Demografie
Onderstaande figuur toont het verloop van het inwonertal (bron: INSEE-tellingen).